# فيشيفانكا

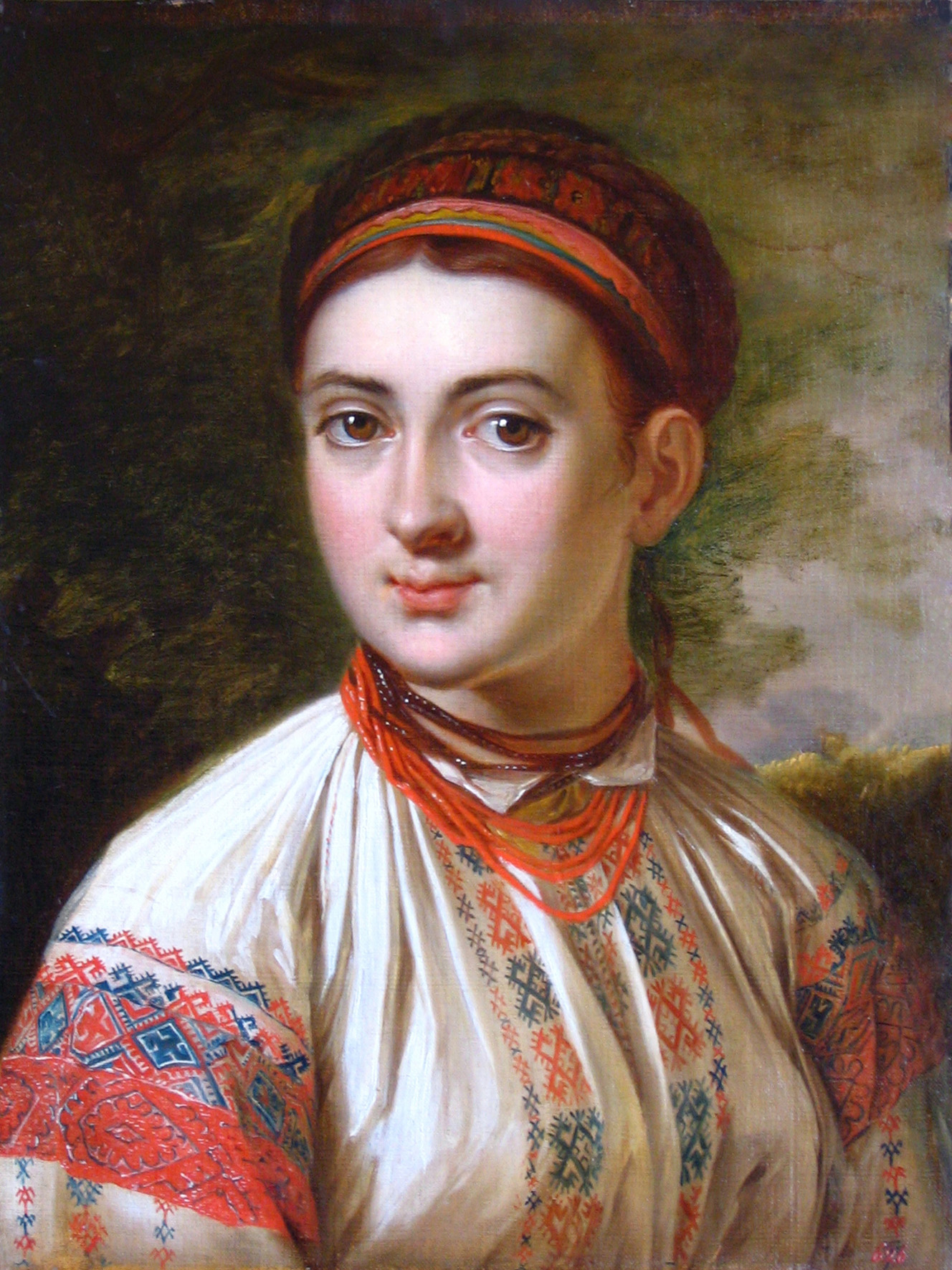
امرأة أوكرانية ترتدي الفيشيفانكا

فيشيفانكا: (بالأوكرانية: виши́ва́нка) الزي الشعبي التقليدي للشعب الأوكراني هو عبارة عن قماش ابيض خفيف، ويتميز بتطريزاته الدقيقة أو رسومات الزهور التي تحاك باللونين الأسود والأحمر والأزرق غالبا، فتميزه عن ألبسة شعبية مشابهة في دول مجاورة.

## يوم فيشيفانكا
يوم يحتفل به الأوكرانيون في جميع أنحاء العالم ويسمى بيوم “فيشيفانكا” العالمي في كل ثالث (خميس من شهر مايو) كل عام، وهو واحد من الأعياد الأكثر أهمية في أوكرانيا والمكرس لإحياء الثقافة الأوكرانية. ويعتبر الأوكرانيون فيشيفانكا رمزا وطنياً لهم

## تأريخ الفيشيفانكا
تؤكد الاكتشافات الأثرية وسجلات الرحالة والمؤرخين أن التطريز كشكل فني في أوكرانيا موجود منذ العصر الحجري الحديث. ادعى المؤرخون القدماء، بما في ذلك هيرودوت ، أن بقايا الملابس المصنوعة من الصوف والمزخرفة بالتطريز متعدد الألوان تم العثور عليها في مقابر القرون الأولى في منطقة تشيركاسي،. كانت القمصان المطرزة موجودة أيضًا خلال حقبة كييف روس ، وهو ما تؤكده السجلات واللوحات الجدارية كاتدرائية القديسة صوفيا في كييف. في القرن السابع عشر. تم إثراء التطريز بزخرفة نباتية. من القرنين السابع عشر والثامن عشر. حتى الآن، تم الحفاظ على ما يكفي من الآثار الأصلية للتطريز الشعبي 